# Hirapur
Hirapur é uma vila no distrito de Balaghat, no estado indiano de Madhya Pradesh.

## Geografia
Hirapur está localizada a 21° 32′ N, 79° 46′ L. Tem uma altitude média de 501 metros (1643 pés).

## Demografia
Segundo o censo de 2001, Hirapur tinha uma população de 5639 habitantes. Os indivíduos do sexo masculino constituem 50% da população e os do sexo feminino 50%. Hirapur tem uma taxa de literacia de 65%, superior à média nacional de 59,5%: a literacia no sexo masculino é de 73% e no sexo feminino é de 57%. Em Hirapur, 15% da população está abaixo dos 6 anos de idade.